# Toray Pan Pacific Open 1995 - Doppio
Il doppio del Toray Pan Pacific Open 1995 è stato un torneo di tennis facente parte del WTA Tour 1995.
Pam Shriver e Elizabeth Smylie erano le detentrici del titolo, ma solo la Shriver ha partecipato in coppia con Lori McNeil.
La McNeil e la Shriver hanno perso nel 1º turno contro Kristie Boogert e Valda Lake.
Gigi Fernández e Nataša Zvereva hanno battuto in finale 6–0, 6–3 Lindsay Davenport e Rennae Stubbs.

## Teste di serie
1. Gigi Fernández /  Nataša Zvereva (campionesse)
2. Lindsay Davenport /  Rennae Stubbs (finale)
3. Lori McNeil /  Pam Shriver (primo turno)
4. Patty Fendick /  Mary Pierce (primo turno)

## Tabellone

### Legenda
| - Q = Qualificato - WC = Wild card - LL = Lucky loser | - ALT = Alternate - SE = Special Exempt - PR = Protected Ranking | - w/o = Walkover - r = Ritirato - d = Squalificato |